# Samba Diamongo
Edite Apolinária de Santana, mais conhecida como Mametu Samba Diá Mongo ( Bahia,  3 de junho de 1984) Mametu Nkisi do Candomblé Congo Angola do Terrerio Manso Bantu Kenkê Nkinasaba- Pirajá Salvador-BA. filha-de-santo do primeiro barco de Manoel Bernardino da Paixão fundador do Terreiro Bate Folha.